# Mięso (film 2016)
Mięso (fr. Grave) – francusko-belgijsko-włoski film fabularny z 2016 roku w reżyserii Julii Ducournau. Był to pełnometrażowy debiut fabularny Ducournau, zrealizowany na pograniczu dramatu i horroru. 
Obraz opowiada historię Justine (Garance Marillier), wegetarianki, która po skosztowaniu surowego mięsa zaczyna przejawiać kanibalistyczne skłonności. 
Światowa premiera obrazu odbyła się 14 maja 2016 roku podczas 69. MFF w Cannes. Po pokazach na festiwalach w Toronto i Sundance film trafił do dystrybucji kinowej w marcu 2017. Grave został pozytywnie oceniony przez krytyków. W Cannes wyróżniono projekt nagrodą Międzynarodowej Federacji Krytyków Filmowych (FIPRESCI).

## Opis fabuły
Justine, zagorzała wegetarianka, rozpoczyna studia weterynaryjne. Podczas otrzęsin zmuszona zostaje do zjedzenia nerek królika. To wydarzenie sprawia, że zaczyna łaknąć surowego mięsa, nawet ludzkiego.

## Obsada
- Garance Marillier – Justine
- Ella Rumpf – Alexia
- Rabah Nait Oufella v Adrien
- Laurent Lucas – ojciec
- Joana Preiss – matka
- Bouli Lanners – kierowca
- Marion Vernoux – pielęgniarka
- Jean-Louis Sbille – profesor

## Odbiór
Odbiór filmu przez krytyków był przeważająco pozytywny. Agregujący recenzje filmowe serwis Rotten Tomatoes, w oparciu o sto trzydzieści trzy omówienia, okazał obrazowi 90-procentowe wsparcie. Analogiczna witryna, Metacritic, wykazała, że osiemdziesiąt jeden procent opiniodawców uważa Grave za film udany. Alex Lines (Film Inquiry) stwierdził, że projekt Ducournau to „imponujący debiut” oraz „wspaniały reprezentant kina gatunkowego”. Colin Covert (Minneapolis Star Tribune) chwalił film jako „mądry, zabawny i niesamowicie mroczny”. Albert Nowicki (His Name Is Death) pisał: „Przy pomocy Raw Ducournau puszcza w obieg, co sądzi na temat pierwotnych instynktów, obrzędów przejścia i gloryfikowania przemocy, feminizmu i potęgi seksu. Ważnym punktem odniesienia dla wydarzeń ekranowych jest też potrzeba spełnienia oczekiwań, jakie pokładają w swych pociechach arbitralni rodzice. Motyw instynktów, oczywiście, wyeksponowano w scenariuszu najwyraźniej. Ducournau raz po raz zwraca uwagę, że długo tłamszone popędy prędzej czy później uderzą ze zwielokrotnioną siłą, rozprują nas wewnętrznie. (...) Raw urasta do swojego tytułu. To horror surowy, niekiedy wręcz bezpardonowy. Nie brak mu jednak wyczucia – pomimo krwawej otoczki, jest przecież filmem pięknym i eleganckim − podobnie, jak Julii Ducournau nie brakuje artystycznej intuicji”.
Serwis His Name Is Death sklasyfikował Grave jako najlepszy horror 2017 roku, przypisując mu miejsce pierwsze na dwadzieścia pięć możliwych.

## Nagrody i wyróżnienia
- 2016, 69. MFF w Cannes:
  - nagroda Międzynarodowej Federacji Krytyków Filmowych (FIPRESCI) (wyróżniona: Julia Ducournau)[7]
  - nominacja do Nagrody Głównej w sekcji „Międzynarodowy Tydzień Krytyki” (Julia Ducournau)[7]
  - nominacja do Złotej Kamery (za najlepszy debiut pełnometrażowy; Julia Ducournau)[7]
  - nominacja do Queerowej Palmy (za najlepszy film z wątkiem LGBT; Julia Ducournau)[7]
- 2016, 41. MFF w Toronto:
  - nagroda People's Choice w kategorii Midnight Madness (wieczorne szaleństwo) − III m-ce (Julia Ducournau)[7]
- 2016, Austin Fantastic Fest:
  - nagroda reżyserska w kategorii Next Wave Features (Julia Ducournau)[7]
  - Nagroda Widzów w kategorii najlepszy film fabularny – III m-ce (Julia Ducournau)[7]
- 2016, CPH PIX:
  - nominacja do nagrody New Talent Grand PIX (Julia Ducournau)[7]
- 2016, MFF w Londynie:
  - nagroda Sutherland w kategorii najlepszy pierwszy film pełnometrażowy (Julia Ducournau)[7]
- 2016, Film Fest Gent:
  - nagroda Explore (Julia Ducournau, dystrybutor O'Brother Distribution)[7]
- 2016, Kataloński Międzynarodowy Festiwal Filmowy w Sitges:
  - nagroda Carnet Jove Jury w kategorii najlepszy film pełnometrażowy (Julia Ducournau)[7]
  - nagroda Citizen Kane w kategorii najlepsze objawienie reżyserskie (Julia Ducournau)[7]
  - nagroda Méliès d'Argent w kategorii najlepszy europejski film pełnometrażowy (Julia Ducournau)[7]
- 2016, Monster Fest:
  - nagroda Golden Monster w kategorii najlepszy film pełnometrażowy (Julia Ducournau)[7]
  - Nagroda Jurorów w kategorii najlepsze efekty specjalne w filmie pełnometrażowym (Olivier Afonso, Amelie Grossier)[7]
- 2016, Neuchâtel International Fantastic Film Festival:
  - nominacja do nagrody Silver Méliès w kategorii najlepszy europejski, fantastyczny film pełnometrażowy (Julia Ducournau)[7]
- 2017, Palm Springs International Film Festival:
  - nagroda Directors to Watch, przyznawana utalentowanym, początkującym reżyserom (Julia Ducournau)[7]